# 朱永康
朱永康（1610年—？），字伯宁，号履雅，山西平阳府蒲州军籍。明末科進士，清初政治人物。

## 生平
明河东运司拔贡生，治書經。崇禎十二年（1639年）己卯科山西乡试第三十二名举人，崇禎十六年（1643年），中式癸未科進士。授安庆府推官。

## 家族
祖朱绘，万历二十年进士，官户部郎中，奉敕湖广监兑。父朱祚昌，丁卯贡生，官府通判。母张氏，知府张时修女。妻杨氏，吏部尚书杨博孫女。